# Locution de départ
 (février 2021).
Si vous disposez d'ouvrages ou d'articles de référence ou si vous connaissez des sites web de qualité traitant du thème abordé ici, merci de compléter l'article en donnant les références utiles à sa vérifiabilité et en les liant à la section « Notes et références ».
Une locution de départ est une locution prononcée par au moins un des interlocuteurs à la fin d'une conversation.

## En français
Les locutions les plus utilisées en français sont :
- au revoir[1],[2]
- à la revoyure[2]
- à plus tard / à plus
- à tout à l'heure / à toute
- à la prochaine fois / à la prochaine[2]
- à bientôt
- à un de ces quatre matins / à un de ces quatre
- adieu[2]
- salut
- bonne journée / bonjour[3],[4]
- bonne soirée
- bon vent[2]
- au plaisir

### À plus
Dans le langage SMS, « à plus » est souvent raccourci en @+, ou encore A+ et À+. Utilisée d'abord sur IRC puis pour le courrier électronique et reprise dans le langage courant, comme forme populaire ou branchée, pour dire  au revoir ou à bientôt à son interlocuteur. C'est aussi une expression utilisée pour signifier la fin sans appel d'une discussion. On recense des formes dérivées comme A++ (forme objet) ou @++ avec deux fois le caractère + pour renvoyer à un futur plus lointain, ou tout autre chose pour marquer l'affection car il s'agit du dessin d'une rose avec ses épines. Il y a aussi une autre forme dérivée, plus ou moins utilisée, pour dire au revoir en mettant deux signe plus : ++.

### Emprunt lexical
Dans le langage courant, il n'est pas rare que les locuteurs empruntent les locutions des autres langues pour marquer une certaine familiarité. Les locutions suivantes sont ainsi couramment employées par des personnes autres que les locuteurs de langue maternelle :
- italien : ciao[2]
- anglais : goodbye, bye-bye, bye[2], farewell
- espagnol : adiós, le plus souvent dans la locution ¡Adiós amigos! ; hasta la vista
- japonais : sayonara, emprunt du japonais さようなら (sayōnara), « au revoir »
- allemand/alsacien : tchüss[2]